# کپس (آرکانزاس)
کپس (به انگلیسی: Capps) یک منطقهٔ مسکونی در ایالات متحده آمریکا است که در شهرستان بونی، آرکانزاس واقع شده‌است. کپس ۴۳۸٫۹۲ متر بالاتر از سطح دریا واقع شده‌است.